# Eilema reticulata
Eilema reticulata är en fjärilsart som beskrevs av Moore 1865. Eilema reticulata ingår i släktet Eilema och familjen björnspinnare. Inga underarter finns listade i Catalogue of Life.